# キューバ南東部のコーヒー農園発祥地の景観
「キューバ南東部のコーヒー農園発祥地の景観」は、キューバの世界遺産のひとつ。キューバのサンティアーゴ・デ・クーバ州とグァンタナモ州にまたがる、81475 ha の土地に、171のコーヒー・プランテーションの遺跡が存在する。

## 歴史
カリブ海での黒人奴隷を使ったプランテーションは、18世紀にはフランス領のサン＝ドマングで大規模に行われていた。しかし、ハイチ革命によってサン＝ドマングがハイチとして独立すると、白人たちは多くの黒人奴隷を連れて、別のプランテーション用の土地を求めた。この時に当時スペイン領であった隣の島キューバに移る者たちが現れた。キューバは、おもにサトウキビ・プランテーションの移入地になったが、南東部のシエラ・マエストラ（マエストラ山地）の麓では、コーヒー・プランテーションの移入が試みられた。
シエラ・マエストラ一帯は、気候はハイチと似ていても、鬱蒼とした森林が茂っていた分、開墾には多くの困難を伴った。しかし、苦労しながらも次々とプランテーション経営が始まっていった。
19世紀には多くの農園が作られたが、ハイチ伝来の伝統的手法に頼る経営は、その頃コーヒー栽培が始まったブラジルなどの南米大陸諸国の新しい手法との競争には不利だった。その結果、キューバでのコーヒープランテーションは漸次衰退していった。

## 登録対象
登録されている地名は以下の通り。IDはユネスコ世界遺産センターが割り振っている世界遺産登録IDである。
- ラ・グラン・ピエドラ (La Gran Piedra, ID 1008-001) - 25200 ha
- エル・コブレ (El Cobre, ID 1008-002) - 1300 ha
- ドス・パルマス・コントラマエストレ (Dos Palmas Contramaestre, ID 1008-003) - 19500 ha
- ヤテラス (Yateras, ID 1008-004) - 10600 ha
- エル・サルバドル (El Salvador, ID 1008-005) - 8000 ha
- ニセト・ペレス (Niceto Pérez, ID 1008-006) - 8700 ha
- グアンタナモ (Guantánamo, ID 1008-007) - 8100 ha

## 登録
世界遺産登録に当たっては、森林を開墾して作り上げた、苦闘の痕跡が窺える文化的景観をなしていることなどが評価された。

### 登録基準
この世界遺産は世界遺産登録基準のうち、以下の条件を満たし、登録された（以下の基準は世界遺産センター公表の登録基準からの翻訳、引用である）。
- (3) 現存するまたは消滅した文化的伝統または文明の、唯一のまたは少なくとも稀な証拠。
- (4) 人類の歴史上重要な時代を例証する建築様式、建築物群、技術の集積または景観の優れた例。